# Liste der Gouverneure von Arkansas

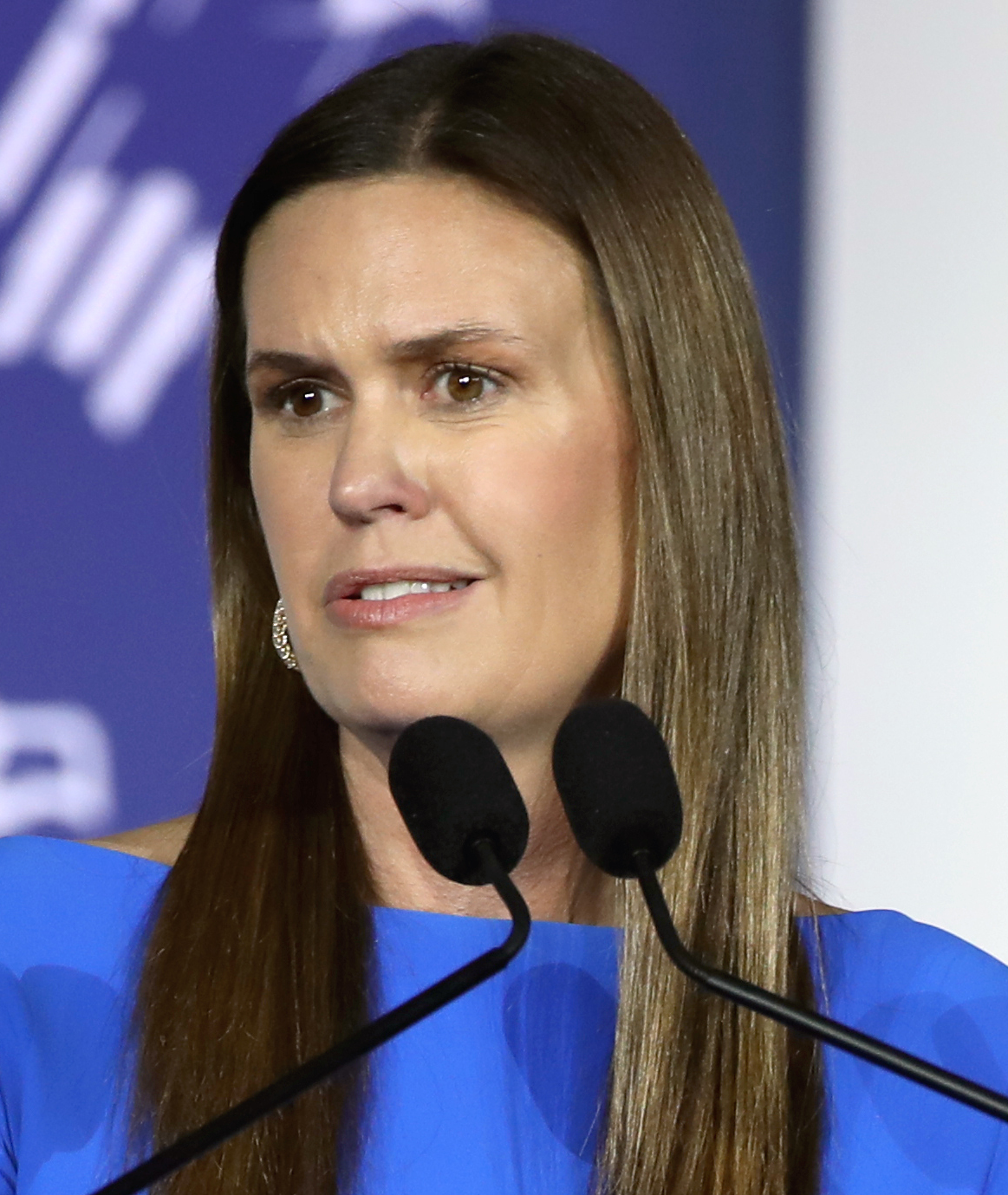
Sarah Huckabee Sanders, aktuelle Gouverneurin von Arkansas, 2023

Diese Liste führt alle Gouverneure des US-Bundesstaates Arkansas und des zuvor bestehenden Arkansas-Territoriums auf.

## Arkansas-Territorium
| Name                 | Amtszeit  | Partei   |
| -------------------- | --------- | -------- |
| James Miller         | 1819–1825 |          |
| George Izard         | 1825–1828 |          |
| Robert Crittenden    | 1828–1829 |          |
| John Pope            | 1829–1835 | Demokrat |
| William Savin Fulton | 1835–1836 | Demokrat |

## Bundesstaat Arkansas
| Name                       | Amtszeit  | Partei       |
| -------------------------- | --------- | ------------ |
| James Sevier Conway        | 1836–1840 | Demokrat     |
| Archibald Yell             | 1840–1844 | Demokrat     |
| Samuel Adams               | 1844      | Demokrat     |
| Thomas Stevenson Drew      | 1844–1849 | Demokrat     |
| Richard C. Byrd            | 1849      | Demokrat     |
| John Selden Roane          | 1849–1852 | Demokrat     |
| Elias Nelson Conway        | 1852–1860 | Demokrat     |
| Henry Massey Rector        | 1860–1862 | Demokrat     |
| Harris Flanagin            | 1862–1864 | Demokrat     |
| Isaac Murphy               | 1864–1868 | Unionist     |
| Powell Clayton             | 1868–1871 | Republikaner |
| Ozra Amander Hadley        | 1871–1873 | Republikaner |
| Elisha Baxter              | 1873–1874 | Republikaner |
| Augustus Hill Garland      | 1874–1877 | Demokrat     |
| William Read Miller        | 1877–1881 | Demokrat     |
| Thomas James Churchill     | 1881–1883 | Demokrat     |
| James Henderson Berry      | 1883–1885 | Demokrat     |
| Simon Pollard Hughes Jr.   | 1885–1889 | Demokrat     |
| James Philip Eagle         | 1889–1893 | Demokrat     |
| William Meade Fishback     | 1893–1895 | Demokrat     |
| James Paul Clarke          | 1895–1897 | Demokrat     |
| Daniel Webster Jones       | 1897–1901 | Demokrat     |
| Jefferson Davis            | 1901–1907 | Demokrat     |
| John Sebastian Little      | 1907      | Demokrat     |
| John Isaac Moore           | 1907      | Demokrat     |
| Xenophon Overton Pindall   | 1907–1909 | Demokrat     |
| Jesse M. Martin            | 1909      | Demokrat     |
| George Washington Donaghey | 1909–1913 | Demokrat     |
| Joseph Taylor Robinson     | 1913      | Demokrat     |
| William Kavanaugh Oldham   | 1913      | Demokrat     |
| Junius Marion Futrell      | 1913      | Demokrat     |
| George Washington Hays     | 1913–1917 | Demokrat     |
| Charles Hillman Brough     | 1917–1921 | Demokrat     |
| Thomas Chipman McRae       | 1921–1925 | Demokrat     |
| Thomas Jefferson Terral    | 1925–1927 | Demokrat     |
| John Ellis Martineau       | 1927–1928 | Demokrat     |
| Harvey Parnell             | 1928–1933 | Demokrat     |
| Junius Marion Futrell      | 1933–1937 | Demokrat     |
| Carl Edward Bailey         | 1937–1941 | Demokrat     |
| Homer Martin Adkins        | 1941–1945 | Demokrat     |
| Benjamin Travis Laney      | 1945–1949 | Demokrat     |
| Sidney Sanders McMath      | 1949–1953 | Demokrat     |
| Francis Adams Cherry       | 1953–1955 | Demokrat     |
| Orval Eugene Faubus        | 1955–1967 | Demokrat     |
| Winthrop Rockefeller       | 1967–1971 | Republikaner |
| Dale Leon Bumbers          | 1971–1975 | Demokrat     |
| Bob Cowley Riley           | 1975      | Demokrat     |
| David Hampton Pryor        | 1975–1979 | Demokrat     |
| Joe Purcell                | 1979      | Demokrat     |
| William Jefferson Clinton  | 1979–1981 | Demokrat     |
| Frank Durward White        | 1981–1983 | Republikaner |
| William Jefferson Clinton  | 1983–1992 | Demokrat     |
| James Guy Tucker           | 1992–1996 | Demokrat     |
| Michael Dale Huckabee      | 1996–2007 | Republikaner |
| Michael Dale Beebe         | 2007–2015 | Demokrat     |
| William Asa Hutchinson     | 2015–2023 | Republikaner |
| Sarah Huckabee Sanders     | 2023–     | Republikaner |